# Theodor Andreas Potocki

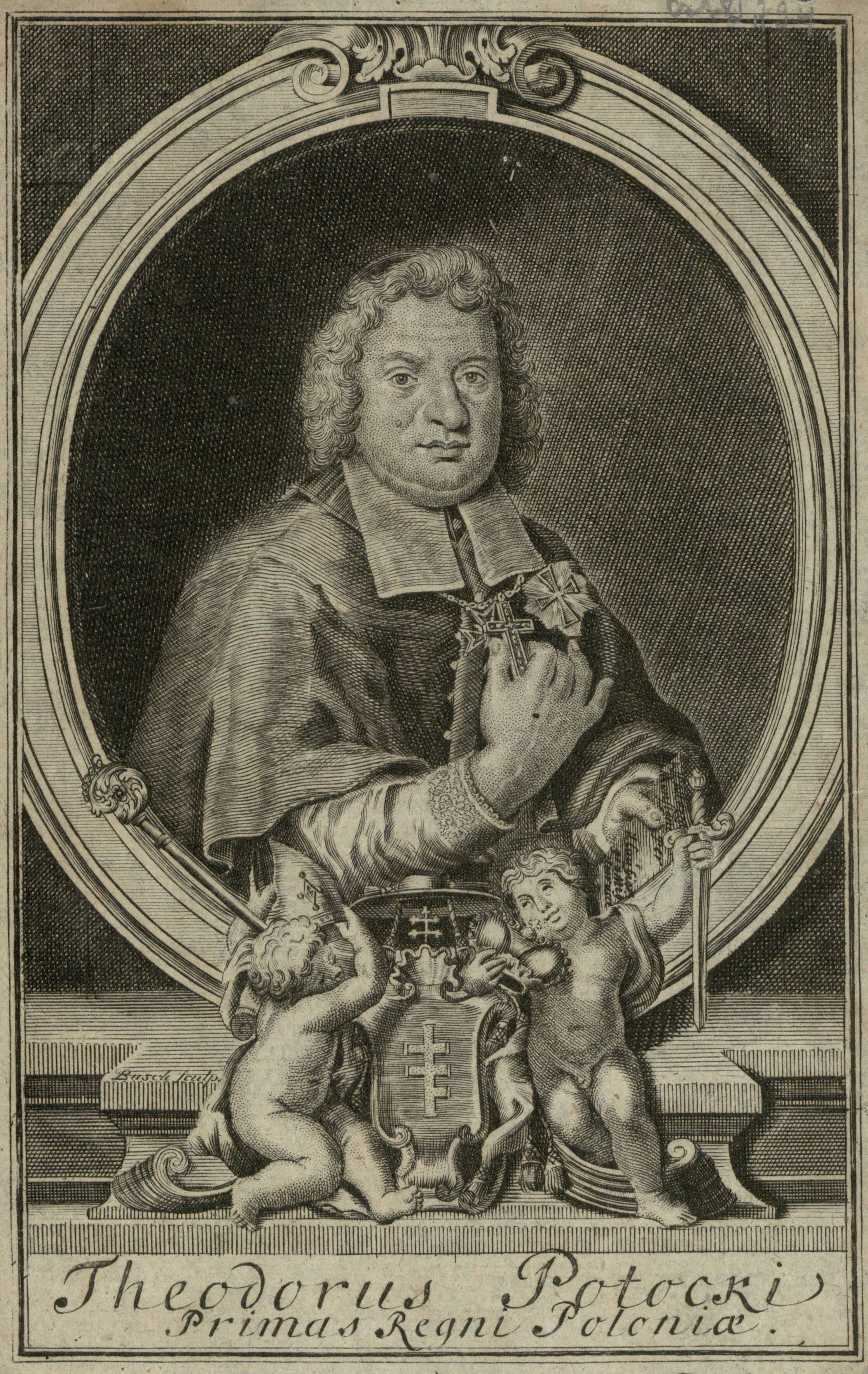
Primas Theodor Andreas Potocki (18. Jh.)

Theodor Andreas Potocki (eigentlich: Teodor Andrzej Potocki, * 13. Februar 1664 in Moskau; † 12. November 1738 in Warschau) war von 1699 bis 1712 Bischof von Kulm, anschließend bis 1723 Fürstbischof von Ermland sowie von 1723 bis 1738 Erzbischof von Gnesen und Primas von Polen.

## Leben
Er empfing im Oktober 1688 die Priesterweihe. Am 11. April 1699 wurde er zum Bischof von Kulm berufen. Die Bischofsweihe spendete ihm am 31. Mai desselben Jahres der Apostolische Nuntius in Polen, Erzbischof Giovanni Antonio Davia; Mitkonsekrator war der Bischof von Ermland Andreas Chrysostomus Zaluski.
In der königslosen Zeit amtierte Potocki als Interrex. Er wurde in der von Pompeo Ferrari entworfenen und mit Fresken von Matthias Johann Meyer geschmückten Potocki-Kapelle am Dom von Gnesen bestattet.